# USA・プロ・サイクリング・チャレンジ
USA・プロ・サイクリング・チャレンジ（USA Pro Cycling Challenge）は、例年8月、アメリカ合衆国・コロラド州で開催される、自転車競技、ロードレースにおける、ステージレース。UCIアメリカツアー2.HCカテゴリ。

## 概要
2010年9月15日、ランス・アームストロング、ビル・リッター・コロラド州知事、そしてスポンサーであるクイズノス・サブの3者により、1979年から1988年まで開催されていたクアーズ・クラシックを継承する形でステージレースを開催することが発表され、2011年に第一回の開催が行われた。2012年、前年開催の2.1カテゴリから格上げされ、2.HCカテゴリとなった。
スポンサーが見つからず、2015年の第5回大会で終了した。
コロラド州においては、2017年よりUCIアメリカツアー2.HCカテゴリのステージレースとして同じく8月にコロラド・クラシックが開催されている。

## 歴代優勝者
| 年   | 優勝者                           | 国籍           |
| ---- | -------------------------------- | -------------- |
| 2011 | リーヴァイ・ライプハイマー       | アメリカ合衆国 |
| 2012 | クリスティアン・ヴァンデヴェルデ | アメリカ合衆国 |
| 2013 | ティジェイ・ヴァン・ガーデレン   | アメリカ合衆国 |
| 2014 | ティジェイ・ヴァン・ガーデレン   | アメリカ合衆国 |
| 2015 | ローハン・デニス                 | オーストラリア |